# Шербур-ан-Котантен-3 (кантон)
Шербур-ан-Котантен-3 (фр. Cherbourg-en-Cotentin-3) (до 5 марта 2020 года назывался Шербур-Октевиль-3, фр. Cherbourg-Octeville-3) — кантон во Франции, находится в регионе Нормандия, департамент Манш. Входит в состав округа Шербур.

## История
Кантон образован в результате реформы 2015 года.
2 марта 2020 года указом № 2020-212 кантон переименован в Шербур-ан-Котантен-3. .

## Состав кантона с 22 марта 2015 года
В состав кантона входят коммуны (население по данным Национального института статистики Архивная копия от 7 ноября 2021 на Wayback Machine за 2018 г.):
- Арденваст (881 чел.)
- Вирандвиль (788 чел.)
- Кувиль (1 165 чел.)
- Мартенваст (1 286 чел.)
- Нуэнвиль (628 чел.)
- Сен-Мартен-ле-Греар (541 чел.)
- Сидвиль (767 чел.)
- Тёртевиль-Аг (1 050 чел.)
- Тольваст (1 533 чел.)
- Шербур-ан-Котантен (8 614 чел., юго-западные кварталы)

## Политика
На президентских выборах 2022 г. жители кантона отдали в 1-м туре Эмманюэлю Макрону 30,1 % голосов против 22,1 % у Марин Ле Пен и 20,7 % у Жана-Люка Меланшона; во 2-м туре в кантоне победил Макрон, получивший 61,5 % голосов. (2017 год. 1 тур: Эмманюэль Макрон – 28,2 %, Жан-Люк Меланшон – 20,8 %, Марин Ле Пен – 18,2 %,  Франсуа Фийон – 15,1 %; 2 тур: Макрон – 70,3 %. 2012 год. 1 тур: Франсуа Олланд — 32,1 %, Николя Саркози — 23,8 %, Марин Ле Пен — 14,6 %; 2 тур: Олланд — 57,7 %).
С 2021 года кантон в Совете департамента Манш представляют вице-мэр коммуны Мартенваст Изабель Фонтен (Isabelle Fontaine) (Республиканцы) и Аксель Фортен-Ларивьер (Axel Fortin-Larivière) (Разные центристы).
|                | Кандидаты                             | Партия                   | Первый тур | Первый тур     | Второй тур | Второй тур |
| Кол-во голосов | Кандидаты                             | Партия                   | % голосов  | Кол-во голосов | % голосов  |            |
| -------------- | ------------------------------------- | ------------------------ | ---------- | -------------- | ---------- | ---------- |
|                | Изабель Фонтен Аксель Фортен-Ларивьер | Разные центристы         | 731        | 22,07          | 1 590      | 52,63      |
|                | Валери Изуар Филипп Русле             | Левый блок – Зелёные     | 614        | 18,54          | 1 431      | 47,37      |
|                | Николя Адлин Алина Дюран              | Национальное объединение | 584        | 17,63          |            |            |
|                | Франк Тизон Мари-Одиль Фере           | Разные левые             | 561        | 16,94          |            |            |
|                | Стефан Барбе Ингрид Дерюэ             | Разные левые             | 531        | 16,03          |            |            |
|                | Валери Варен Яссин Эт-Касси           | Разные левые             | 291        | 8,79           |            |            |

|                | Кандидаты                   | Партия                        | Первый тур | Первый тур     | Второй тур | Второй тур |
| Кол-во голосов | Кандидаты                   | Партия                        | % голосов  | Кол-во голосов | % голосов  |            |
| -------------- | --------------------------- | ----------------------------- | ---------- | -------------- | ---------- | ---------- |
|                | Франк Тизон Мари-Одиль Фере | Социалистическая партия       | 1 720      | 32,56          | 2 668      | 55,01      |
|                | Франсуаза Амон Сирил Бурдон | Правый блок                   | 1 297      | 24,56          | 2 182      | 44,99      |
|                | Глади Ваше Марк Рамо        | Национальный фронт            | 1 203      | 22,78          |            |            |
|                | Валери Варен Юго Пуадвен    | Левый фронт                   | 531        | 10,05          |            |            |
|                | Патрик Лафон Катрин Салмон  | Европа Экология Зелёные       | 290        | 5,49           |            |            |
|                | Шаима Адуш Мишель Ладру     | Союз демократов и независимых | 241        | 4,56           |            |            |